# Banyule City
Koordinaten: 37° 46′ S, 145° 3′ O

Banyule City ist ein lokales Verwaltungsgebiet (LGA) im australischen Bundesstaat Victoria. Banyule gehört zur Metropole Melbourne, der Hauptstadt Victorias. Das Gebiet ist 63 km² groß und hat etwa 120.000 Einwohner.
Banyule liegt 7 bis 21 km nordöstlich des Stadtzentrums von Melbourne und enthält 20 Stadtteile: Bellfield, Briar Hill, Bundoora, Eaglemont, Eltham North, Greensborough, Heidelberg, Heidelberg Heights, Heidelberg West, Ivanhoe, Ivanhoe East, Lower Plenty, Macleod, Montmorency, Rosanna, Saint Helena, Viewbank, Watsonia, Watsonia North und Yallambie. Die Südgrenze der City bildet der Yarra River, im Westen fließt der Darebin Creek. Der Plenty River durchzieht die Nordosthälfte von Nord nach Süd. Der Sitz des City Councils befindet sich in Ivanhoe im Südwesten.
Der Name Banyule leitet sich von dem Wort für „Hügel“ in der Sprache der lokalen Ureinwohner ab und bezeichnete ursprünglich eine Erhebung im heutigen Stadtteil Heidelberg. Dementsprechend ist die Landschaft der City wellig und 466 Hektar sind unbebautes öffentliches Land. Banyule verfügt über große Parkanlagen und besteht ansonsten vor allem aus Wohngebiet. Wichtigste Einrichtungen sind das Austin and Repatriation Medical Centre und die Simpson-Kaserne.
Das olympische Dorf, in dem die Athleten bei den Olympischen Spielen 1956 wohnten, liegt im Stadtteil Heidelberg West.
In Heidelberg entstand um 1890 auch die erste international bedeutende Bewegung der australischen Malerei um die impressionistischen Landschaftsmaler der Heidelberger Schule.

## Verwaltung
Der Banyule City Council hat sieben Mitglieder, die von den Bewohnern der sieben Wards gewählt werden. Diese sieben Bezirke (Bakewell, Beale, Griffin, Grimshaw, Hawdon, Ibbott und Olympia) sind unabhängig von den Stadtteilen festgelegt. Aus dem Kreis der Councillor rekrutiert sich auch der Mayor (Bürgermeister) des Councils.